# 금세공인

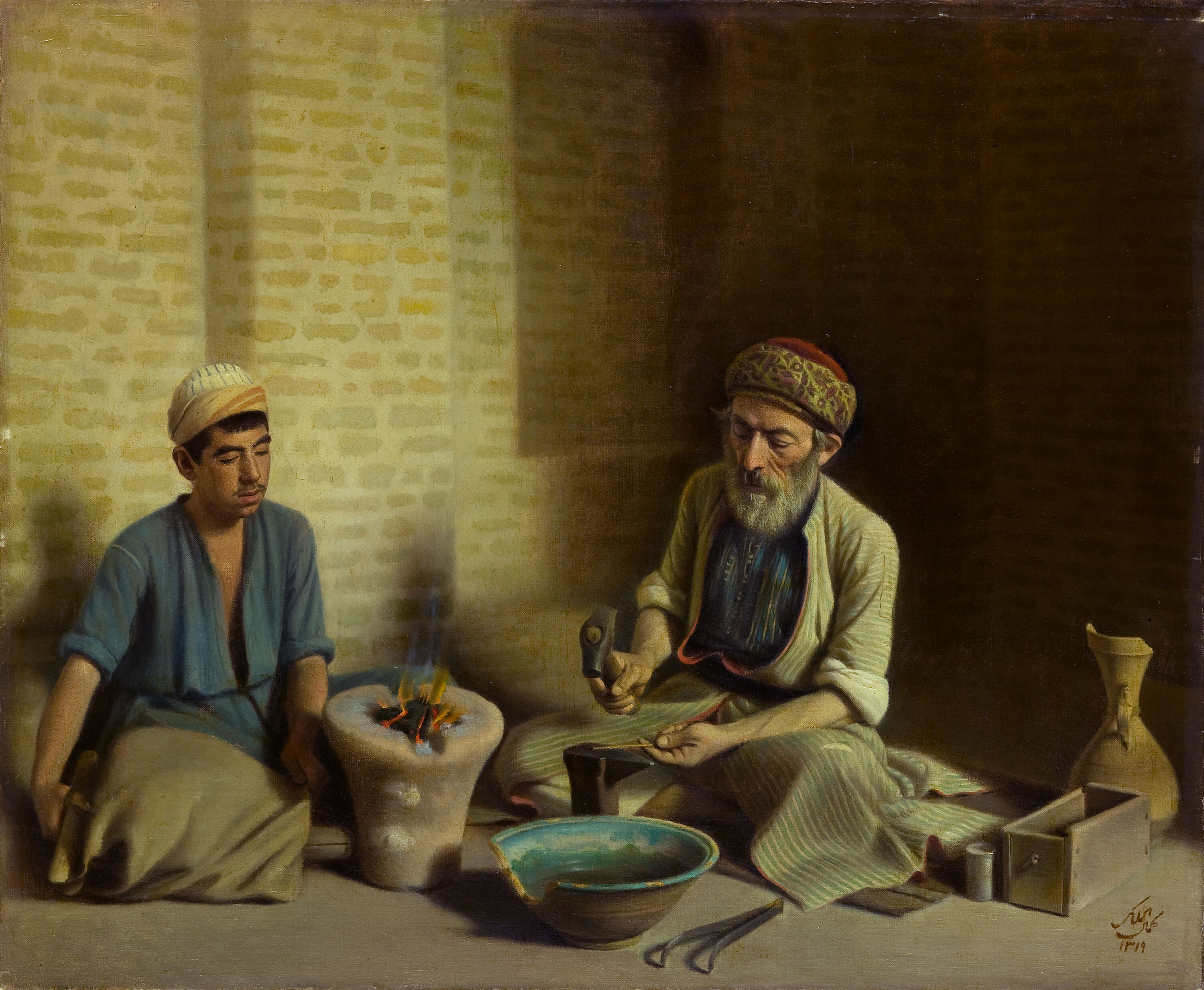
《바그다드의 금세공인》, 카말 올 몰크

금세공인(Goldsmith)은 금 및 기타 귀금속 작업을 전문으로 하는 금속가공인이다. 오늘날에는 주로 보석 제작을 전문으로 하지만 역사적으로 금세공인은 은제품, 접시, 잔, 장식 및 서비스용 도구, 의식 또는 종교 물건도 만들었다.
금세공인은 줄질, 경납땜, 톱질, 단조, 주조 및 연마를 통해 금속을 형성하는 데 능숙해야 한다. 무역에는 보석 제작 기술뿐만 아니라 은세공인의 매우 유사한 기술도 포함되는 경우가 많다. 전통적으로 이러한 기술은 견습 과정을 통해 전달되었다. 최근에는 금세공과 보석 예술 분야에 속하는 다양한 기술을 전문적으로 가르치는 보석 예술 학교가 생겨났다. 많은 대학과 단기 대학에서는 미술 커리큘럼의 일부로 금세공, 은세공, 금속공예 제작을 제공한다.

## 저명한 금세공인

### 역사적
- 필리포 브루넬레스키
- 벤베누토 첼리니
- 로렌초 기베르티(영어판)
- 요하네스 구텐베르크

### 동시대
- 까르띠에

## 같이 보기
- 인그레이빙
- 금속공예